# McNary (Arizona)
McNary is een plaats (census-designated place) in de Amerikaanse staat Arizona, en valt bestuurlijk gezien onder Apache County en Navajo County.

## Demografie
Bij de volkstelling in 2000 werd het aantal inwoners vastgesteld op 349.

## Geografie
Volgens het United States Census Bureau beslaat de plaats een oppervlakte van
14,3 km², waarvan 14,2 km² land en 0,1 km² water. McNary ligt op ongeveer 2228 m boven zeeniveau.

## Plaatsen in de nabije omgeving
De onderstaande figuur toont nabijgelegen plaatsen in een straal van 40 km rond McNary.